# Sierra Leone op de Olympische Zomerspelen 1996
Sierra Leone nam deel aan de Olympische Zomerspelen 1996 in Atlanta, Verenigde Staten. Het was de zesde deelname van het land aan de Olympische Zomerspelen.
De veertien deelnemers, tien mannen en vier vrouwen, kwamen in actie op tien onderdelen in drie olympische sporten; atletiek, boksen en voor het eerst in de zwemsport. Zes atleten namen voor de tweede keer deel. Onder hen Eunice Barber wier vijfde plaats op de zevenkamp een evenaring van de eindklassering van Israel Cole in het boksen van 1984 (halfmiddengewicht) was, de tot dan toe hoogst bereikte eindklassering voor Sierra Leone op de Olympische Spelen.

## Deelnemers en resultaten

### Atletiek
| Olympiër                                               | Onderdeel       | Resultaat | Prestatie |
| ------------------------------------------------------ | --------------- | --------- | --- |
| Sanusi Turay                                           | 100m (m)        | 42e       | serie 11: 4de in 10,39 |
| Pierre Lisk                                            | 200m (m)        | 42e       | serie 5: 4de in 20,86 |
| Tom Ganda Pierre Lisk Josephus Thomas Sanusi Turay     | 4x100m (m)      | 9e        | serie 2: 3de in 38,98 halve finale 1: 5de in 38,91 |
| Prince Amara Haroun Korjie Foday Sillah Frank Turay    | 4x400m (m)      | 22e       | serie 1: 7de in 3.11,65 |
|                                                        |                 |           | |
| Melrose Mansaray                                       | 400m (v)        | 43e       | serie 3: 7de in 54,37 |
| Eunice Barber Sama Fornah Sia Kamanor Melrose Mansaray | 4x100m (v)      | DSQ       | serie 3: gediskwalificeerd |
| Eunice Barber                                          | verspringen (v) | 19e       | kwalificatie groep B: 6de met 6,45m |
| Eunice Barber                                          | zevenkamp (v)   | 5e        | 100m horden: 8ste in 13,50 hoogspringen: 12de met 1,77m kogelstoten: 21ste met 12,87m 200m: 13de in 24,67 verspringen: 2de met 6,57m speerwerpen: 10de met 45,26m 800m: 5de in 2.13,27 totaal: 6342 punten |

### Boksen
| Olympiër    | Onderdeel | Resultaat | Prestatie                                                                    |
| ----------- | --------- | --------- | ---------------------------------------------------------------------------- |
| David Kowah | -81kg (m) | 9e        | 1ste ronde: vrij 2de ronde: V van USA Tarver: scheidsrechterlijke beslissing |

### Zwemmen
| Olympiër        | Onderdeel          | Resultaat | Prestatie             |
| --------------- | ------------------ | --------- | --------------------- |
| Michael Collier | 50m vrije slag (m) | 63e       | serie 2: 5de in 34,21 |

Afghanistan · Albanië · Algerije · Amerikaanse Maagdeneilanden · Amerikaans-Samoa · Andorra · Angola · Antigua‑Barbuda · Argentinië · Armenië · Aruba · Australië · Azerbeidzjan · Bahama's · Bahrein · Bangladesh · Barbados · België · Belize · Benin · Bermuda · Bhutan · Bolivia · Bosnië en Herzegovina · Botswana · Brazilië · Britse Maagdeneilanden · Brunei · Bulgarije · Burkina Faso · Burundi · Cambodja · Canada · Centraal-Afrikaanse Republiek · Chili · China · Chinees Taipei · Colombia · Comoren · Congo-Brazzaville · Cookeilanden · Costa Rica · Cuba · Cyprus · Denemarken · Djibouti · Dominica · Dominicaanse Republiek · Duitsland · Ecuador · Egypte · El Salvador · Equatoriaal-Guinea · Estland · Ethiopië · Fiji · Filipijnen · Finland · Frankrijk · Gabon · Gambia · Georgië · Ghana · Grenada · Griekenland · Groot-Brittannië · Guam · Guatemala · Guinee · Guinee-Bissau · Guyana · Haïti · Honduras · Hongarije · Hongkong · Ierland · IJsland · India · Indonesië · Irak · Iran · Israël · Italië · Ivoorkust · Jamaica · Japan · Jemen · Joegoslavië · Jordanië · Kaaimaneilanden · Kaapverdië · Kameroen · Kazachstan · Kenia · Kirgizië · Koeweit · Kroatië · Laos · Lesotho · Letland · Libanon · Liberia · Libië · Liechtenstein · Litouwen · Luxemburg ·  Macedonië · Madagaskar · Malawi · Malediven · Maleisië · Mali · Malta · Marokko · Mauritanië · Mauritius · Mexico · Moldavië · Monaco · Mongolië · Mozambique · Myanmar · Namibië · Nauru · Nederland · Nederlandse Antillen · Nepal · Nicaragua · Nieuw-Zeeland · Niger · Nigeria · Noord-Korea · Noorwegen · Oeganda · Oekraïne · Oezbekistan · Oman · Oostenrijk · Pakistan · Palestina · Panama · Papoea-Nieuw-Guinea · Paraguay · Peru · Polen · Portugal · Puerto Rico · Qatar · Roemenië · Rusland · Rwanda · Saint Kitts en Nevis · Saint Lucia · Saint Vincent en Grenadines · Salomonseilanden · Samoa · San Marino · Sao Tomé en Principe · Saoedi-Arabië · Senegal · Seychellen · Sierra Leone · Singapore · Slovenië · Slowakije · Soedan · Somalië · Spanje · Sri Lanka · Suriname · Swaziland · Syrië · Tadzjikistan · Tanzania · Thailand · Togo · Tonga · Trinidad en Tobago · Tsjaad · Tsjechië · Tunesië · Turkije · Turkmenistan · Uruguay · Vanuatu · Venezuela · Verenigde Arabische Emiraten · Verenigde Staten · Vietnam · Wit-Rusland · Zaïre · Zambia · Zimbabwe · Zuid-Afrika · Zuid-Korea · Zweden · Zwitserland